# Alexander Tassis

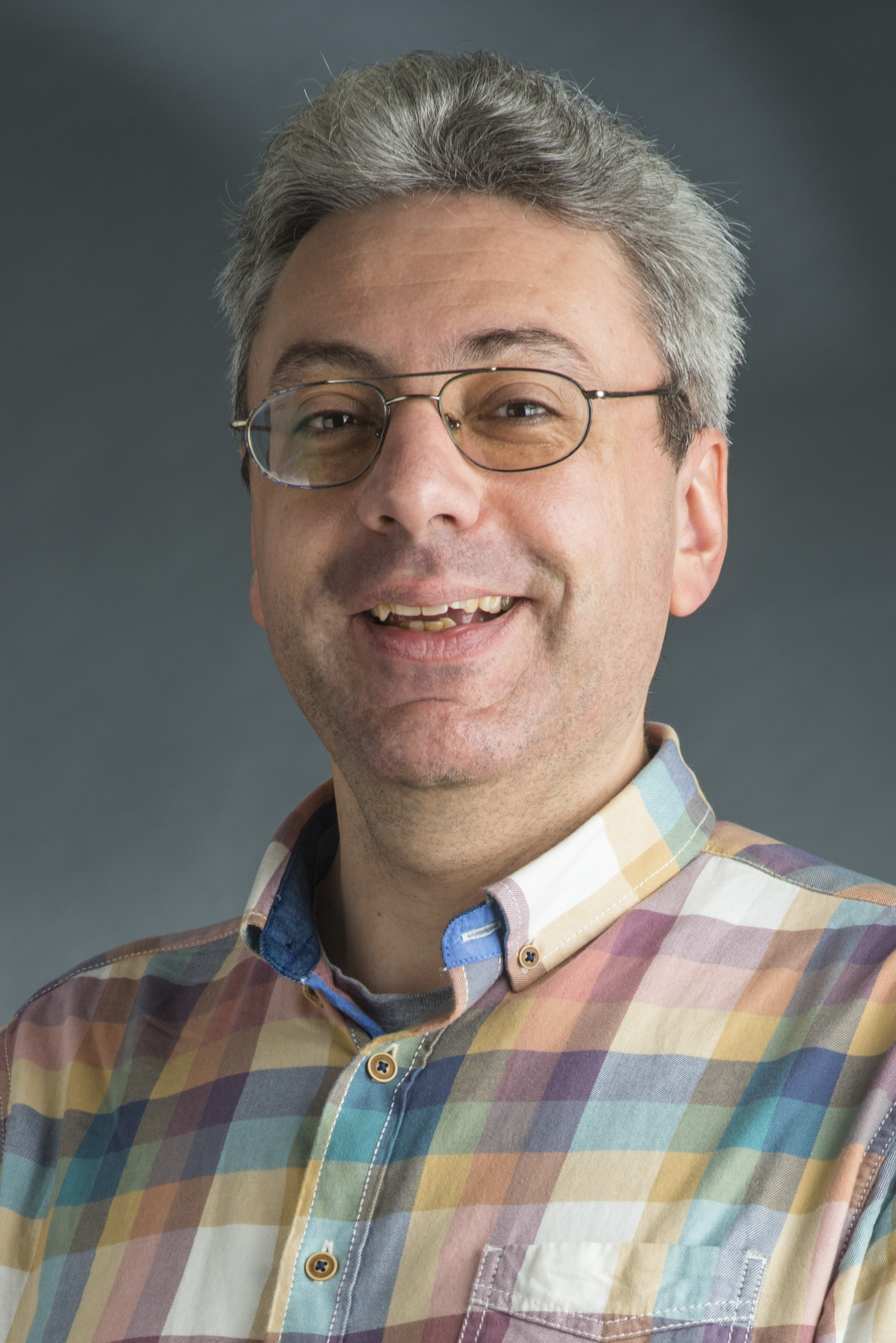
Alexander Tassis (2015)

Alexander Tassis (Griechisch: Αλέξανδρος Τάσης, * 2. Juni 1970 in Athen) ist ein deutscher Politiker der Alternative für Deutschland (AfD). Er war von 2015 bis 2019 Abgeordneter der Bremischen Bürgerschaft und war Vorstandsmitglied der Patriotischen Plattform.

## Ausbildung und Beruf
Tassis wurde als Sohn einer Deutschen und eines Griechen in Athen geboren. Er wuchs in Bremen auf. Nachdem er sein Abitur am Gymnasium am Rübekamp in Bremen-Walle abgelegt hatte, absolvierte er ein Studium der Geschichtswissenschaften, welches er 2009 mit dem Magister abschloss. Seine Magisterarbeit verfasste er über den Reisebericht von Johann Wolfgang Heydt aus dem Jahr 1744 in Zusammenarbeit mit dem Deutschen Schifffahrtsmuseum und der Universität Bremen. Anschließend erhielt er 2010 ein dreijähriges Forschungsstipendium der Leibniz-Gemeinschaft. Von 2006 bis 2015 arbeitete er in einem Berufsberatungsinstitut.

## Politische Karriere
Tassis war Mitglied der CDU und zeitweise Stadtbezirksverbandsvorsitzender der CDU Bremen-Stadtmitte. Er verließ die Partei 2012 und trat der Wahlalternative 2013 bei. Er wurde Mitbegründer der AfD Bremen, deren stellvertretender Sprecher er bis April 2016 war. Tassis ist Mitglied der Bundesprogrammkommission und des Beirates „Einwanderer für Deutschland“ sowie Bundessprecher der Interessengemeinschaft „Homosexuelle in der AfD“ und Bundesvorsitzender der „Migranten in der AfD – Neudeutsche Hoffnungsträger“. Er kandidierte 2015 auf Platz 3 der Landesliste der AfD Bremen für die Bürgerschaftswahl und wurde als erster offen schwuler Landtagsabgeordneter der AfD gewählt. Am 6. Juni 2015 wurde er auf dem 7. Landesparteitag der AfD Bremen in seinem Amt als stellvertretender Sprecher bestätigt. Er ist Schriftführer des völkisch-nationalistischen AfD-nahen Vereins „Patriotische Plattform“.
Nach dem Machtkampf auf dem AfD-Parteitag in Essen im Juli 2015 verließen drei der vier für die AfD gewählten Bürgerschaftsmitglieder ihre Partei. Er war von da an der einzige Abgeordnete der AfD in der Bürgerschaft. Bei der Bürgerschaftswahl in Bremen 2019 verlor er sein Abgeordnetenmandat.
Tassis trat Ende April 2016 als stellvertretender Vorsitzender (Sprecher) der AfD Bremen zurück, woraufhin wenige Tage später ein Parteiausschlussverfahren durch den Bremer AfD-Landesvorstand gegen Tassis eingeleitet wurde, weil es auf einem Parteitag im Vorjahr Unregelmäßigkeiten in dem von ihm erstellten Protokoll gegeben habe. Medien führten den Vorstoß auf einen Machtkampf mit Mitgliedern zurück, die die Abwahl des Landesvorstandes erreichen wollten.
Für Empörung sorgte im Juli 2016 ein von Tassis getätigter Kommentar, in dem er Angela Merkel mit Adolf Hitler und Walter Ulbricht verglich. Merkel gehe mit Hitler und Ulbricht in die Geschichte ein als eine der drei großen Schadensbringer zwischen 1933 und 2033. Was diese drei an deutschen Werten aufgegeben und vernichtet hätten, das sage uns die Geschichte, nicht diese Gestalten.
Im März 2019 gründete er gemeinsam mit dem AfD-Bundestagsabgeordneten Anton Friesen die Neudeutschen, einen Verein innerhalb der AfD für Mitglieder mit Migrationshintergrund.